# Fall Down
«Fall Down» —en español: «Caigo»— es una canción interpretada por el cantante y compositor estadounidense will.i.am junto a la cantante Miley Cyrus, incluido en su cuarto álbum de estudio #willpower (2013). La compañía discográfica Interscope Records la publicó como un sencillo promocional en iTunes el 16 de abril de 2013, previo al lanzamiento del álbum. Fue compuesta por Benjamin Levin, Henry Walter, Lukasz Gottwald y will.i.am, y producida por los tres primeros.

## Antecedentes y composición
| «Con Miley, que era un poco una fusión. Yo escuche algo maravilloso a través de las puertas del estudio de grabación y un amigo mío, el Dr. Luke me dijo a venir y escuchar. Y yo estaba como, ¿quién es ese? Sólo dijo, 'mantener escuchar" y luego me dijo: "adivina quién es? 'Yo estaba como, Björk No. ¿Es Portishead... ? Regresando... Fue Miley Cyrus. Miley luego camina en la habitación y yo estaba como, esta mierda es fresco, tenemos que colaborar. Entonces ella subió y ha añadido su voz a 'Fall Down'.»—— will.i.am describiendo su colaboración con Cyrus al esuchar las grabaciones de la cantante de su cuarto álbum de estudio Bangerz. |

«Fall Down» marca la primera de tres colaboraciones entre will.i.am y Cyrus en 2013. En octubre, fue acreditado como compositor y productor en la pista «Do My Thang», de su cuarto álbum de estudio Bangerz , mientras que Cyrus fue ofrecida en su pista «Feelin' Myself» de la reedición de su cuarto álbum de estudio #willpower en noviembre.  will.i.am primero se interesó en colaborar con Cyrus, después de escuchar una versión anterior de su sencillo « Wrecking Ball», y entró en contacto con ella a través del productor Mike Will Made It.
«Fall Down» fue lanzado por primera vez el 16 de abril de 2013, anterior a la liberación de #willpower en los Estados Unidos. Sirvió como el sencillo posterior de los anteriores de will.i.am «Scream & Shout» con Britney Spears y « #thatPower» con Justin Bieber, y sirvió como sencillo promocional del disco. Fue lanzado a las estaciones de radio de Australia en julio de 2013 como el tercer sencillo del disco; y un estreno en Italia siguió el 6 de septiembre.
A diferencia de los elementos música electrónica de baile presentados en los sencillos anteriores, «Fall Down» se inclina hacia un wstilo musical pop contemporáneo urbano. El coro incorpora electropop elementos, mientras que los versos tienden hacia un formato hip hop, mientras que la pista en sí culmina con un puente orquestal. will.i.am mencionó el puente como su pieza favorita de  #willpower , y describió la canción « como si Quincy Jones simplemente estornudó en ella». Líricamente, la canción describe el impacto positivo que una pareja tiene el uno del otro, como se ve en las líneas "Chica, eres como un ascensor porque siempre me levantas / Chica, eres como un médico cuando estoy enfermo siempre me suturar ".

## Presentaciones en directo
Will.i.am y Cyrus han interpretado juntos la canción únicamente dos veces. La primera presentación del sencillo «Fall Fown» fue hecha en el programa de Jimmy Kimmel Live!, mediante un mini-concierto realizado el día 25 de junio de 2013, transmitido por televisión a las 11:35 p. m. ET. Al respecto, el eje del repertorio homólogo de esta lo conformó tres canciones, dos de Cyrus y esta junto con el cantante will.i.am: «We Can't Stop» en la apertura; «Fall Down» en el intermedio; y «Party in the U.S.A.» al cierre. Dicha presentación fue vista por algunos espectadores, grabadas por el programa y transmitidas en su horario nocturno en el canal ABC. El miércoles 26 de junio de 2013, Cyrus realizó una presentación en Times Square, en la ciudad estadounidense Nueva York, donde volvió a interpretar a «We Can't Stop» y «Fall Down» con will.i.am, como parte del repertorio. La presentación fue transmitida en vivo, a través del matinal Good Morning America de la cadena ABC. Estas dos fueron las únicas ocasiones donde los dos artistas pudieron unirse para interpretar el tema juntos, aunque el rapero incluyó la canción dentro del repertorio de su The #Willpower Tour de 2013.

## Recepción crítica

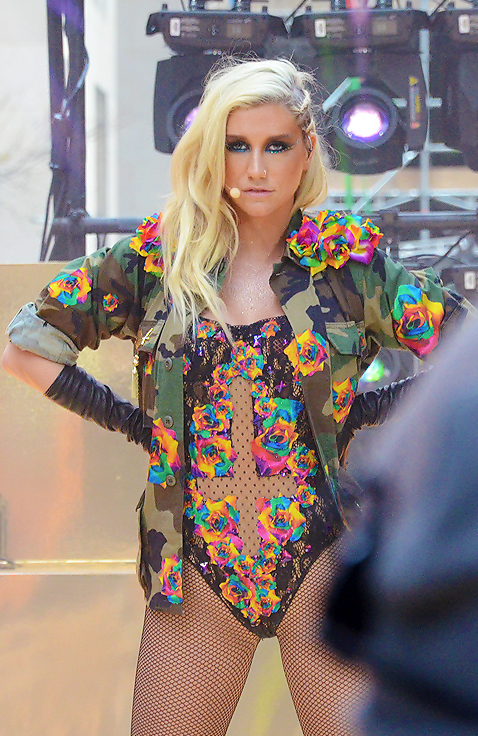
Los críticos compararon «Fall Down» con «Die Young» de la cantante Kesha.

En términos generales, «Fall Down» recibió reseñas variadas a negativas de los críticos musicales. Dan Buyanovsky de Vice elogió al tema y explicó que «esto es impresionante, se siente tan jodidamente bueno. Solo la guitarra se siente tan bien». El Remix felicitó la participación de la cantante y comentó que reunir a Cyrus, como así también a Britney Spears, Nicole Scherzinger y Justin Bieber, «es admirable». Al contrario, el sitio web Lareputada.com descalificó la participación de la artista, donde comentó que «[Cyrus] hace las veces de una Kesha que no pudo llegar a tiempo a un tema que le va como un guante». Jenesaispop comentó: «Una pena que la versión estándar incluya cosas como "Fall Down", con Miley Cyrus, que nos remite a "Die Young" de Kesha». Igualmente, Michael McCarthy del sitio Love is Pop también le sonó similar a «Die Young» y criticó el rap de Will, y lo llamó «completamente asqueroso». Por último, fue duro con la voz distorsionada del cantante y felicitó la de Cyrus, donde dijo que suena realmente impresionante a su lado. Del mismo modo, Enric Zapatero de Cromosoma X también lo comparó con el tema de Kesha, y dijo que «roza lo escandaloso y lo denunciable: la percusión, la guitarra, los silbidos». Asimismo, criticó la voz de la artista, donde comentó que «nunca es un placer». Por otro lado, Chuck Campbell de Knoxville.com dijo que «Fall Down», junto con «#thatPOWER», «le dan un grado de credibilidad [al disco]». Sin embargo, una crítica más negativa la dio Steve Juon de Rapreviews, quien sostuvo que «literalmente se consigue un dolor de muelas al escuchar canciones dulces [y] azucaradas como "Fall Down", incluso rapea [will.i.am] sobre gaseosas y crema batida. No es broma». De modo similar, y criticando la participación de Cyrus, Brent Faulkner de PopMatters afirmó que «Cyrus no ayuda a la recesión, y añade más leña al fuego en el completamente ridículo "Fall Down"». Finalmente, Mesfin Fekadu de The Huffington Post advirtió que es «fácil de olvidar».

## Lista de canciones
| Descarga digital |                               |          |  |
| N.º              | Título                        | Duración |  |
| 1.               | «Fall Down» (con Miley Cyrus) | 5:08     |  |

## Posicionamiento en listas

### Semanales
| País (Lista 2013)                               | Mejor posición |
| ----------------------------------------------- | -------------- |
| Alemania                                        | 48             |
| Australia                                       | 14             |
| Austria                                         | 45             |
| Bélgica (Valona)                                | 50             |
| Canadá                                          | 15             |
| Francia                                         | 48             |
| Estados Unidos (Billboard Hot 100)              | 58             |
| Estados Unidos (Dance/Electronic Digital Songs) | 4              |
| Estados Unidos (Dance/Electronic Songs)         | 11             |
| Estados Unidos (Digital Songs)                  | 16             |
| Irlanda                                         | 17             |
| Líbano                                          | 19             |
| Nueva Zelanda                                   | 15             |
| Países Bajos (Media Markt Top 40)               | 8              |
| Reino Unido                                     | 34             |
| Suecia                                          | 37             |
| Suiza                                           | 59             |

## Certificaciones
| País (Organismo certificador) | Certificaciones | Ventas certificadas | Ref.   |
| ----------------------------- | --------------- | ------------------- | ------ |
| Australia (ARIA)              | Platino         | 70 000              | [ 46 ] |
| Nueva Zelanda (RMNZ)          | Platino         | 30 000              | [ 47 ] |
| Suecia (GLF)                  | Oro             | 20 000              | [ 48 ] |

## Créditos y personal
- Voz: will.i.am y Miley Cyrus
- Composición: Benjamin Levin, Henry Walter, Lukasz Gottwald y William Adams
- Producción: Benny Blanco, Cirkut y Dr. Luke
- Mezcla: Serban Ghenea
- Mezcla adicional:
- Arreglo: Onree Gill y will.i.am
- Ingeniería: John Hanes
- Asistente de ingeniería: Rachael Findlen
- Orquesta: Czech Symphony Orchestra

Fuente: Discogs.